# 10% dla mnie
10% dla mnie (tytuł alternatywny Dziesięć procent dla mnie) – polski film fabularny, komedia obyczajowa z 1933 roku w reżyserii Juliusza Gardana, produkcja firmy Leo-Film.
Film został zrealizowany w czasie wielkiego kryzysu, do którego odniesienia znalazły się w filmie.

## Fabuła
Ubogi urzędnik notarialny, Janek (Tadeusz Wesołowski), jest zakochany w Zosi Grzybek (Tola Mankiewiczówna) z małego miasteczka Budy, lecz jej rodzice nie są zbyt przychylni związkowi młodych. Kiedy państwo Grzybkowie otrzymują w spadku z Ameryki pokaźną sumę, wyjeżdżają do Warszawy, żeby się zabawić, a córkę wprowadzić w „wielki świat”. Zatrzymują się w eleganckim „Palace Hotelu”. W ślad za ukochaną wyrusza Janek. W stolicy poznaje Lopka (Kazimierz Krukowski), bywalca warszawskich salonów. Janek robi wszystko, by otrzymać rękę Zosi. W staraniach tych pomaga mu Lopek, który od każdego przedsięwzięcia, w którym uczestniczy pobiera 10%. Przy jego pomocy Jankowi w końcu udaje się przełamać opory rodziców Zosi.

## Obsada
Role główne
- Tola Mankiewiczówna jako Zosia Grzybek
- Tadeusz Wesołowski jako Janek
- Kazimierz Krukowski jako Lopek
- Władysław Walter jako Walery Grzybek
- Janina Janecka jako Grzybkowa

Pozostałe role
- Zofia Czaplińska jako Mama Patyk
- Alma Kar jako „hrabianka” Dziunia
- Juliusz Łuszczewski jako „baron” Zdziś
- Józef Orwid jako notariusz Leopold
- Czesław Skonieczny jako niebieski ptak
- Tadeusz Fijewski jako boy hotelowy

oraz: Stanisław Sielański, Ludwik Fritsche, Michał Halicz, Henryk Rzętkowski, Alina Żeliska, Halina Rapacka, Edmund Minowicz, Wincenty Rapacki